# Сергіївка (Нікопольський район)
Се́ргіївка — село в Україні, у Томаківській селищній громаді Нікопольського району Дніпропетровської області. Населення становить 630 осіб.

## Географія
Село Сергіївка розташованена березі річки Топила, недалеко від її витоків, нижче за течією на відстані 1 км розташоване село Петрівка. Поруч проходить автомобільний шлях Р73.

## Історія
Станом на 1886 рік в селі Анастасівської волості Катеринославського повіту Катеринославської губернії мешкало 437 осіб, налічувалось 67 дворових господарств, існували гуртове винне сховище й лавка.
За переписом 1897 року кількість мешканців зросла до 582 осіб (286 чоловічої статі та 296 — жіночої), з яких 580 — православної віри.

## Населення

### Мова
Розподіл населення за рідною мовою за даними перепису 2001 року:
| Мова       | Кількість | Відсоток |
| ---------- | --------- | -------- |
| українська | 608       | 96.51%   |
| російська  | 22        | 3.49%    |
| Усього     | 630       | 100%     |

## Об'єкти соціальної сфери
- Школа I—II ст.
- Фельдшерсько-акушерський пункт.